# Madrid Ink
Madrid Ink fue un reality show emitido por el canal de televisión Discovery MAX. Este nuevo programa estuvo basado en el mundo de los tatuajes en la ciudad de Madrid.
Se estrenó el día 21 de mayo de 2013 a las 22:30 horas y finalizó el 9 de julio de 2013.
El programa tiene como protagonistas a cinco tatuadores (Leo Millares, Rebeka, Rubén Morujo, Javi Galien y Lolyta), siendo el principal Leo (también conocido como El tatuador de las estrellas). El formato está rodado en el barrio madrileño de Malasaña.
La idea original proviene de las versiones de LA Ink, Miami Ink, London Ink y NY Ink, y es la primera producción internacional de Discovery MAX, realizada íntegramente en España. Es producida por la productora de televisión Zeppelin TV.

## Audiencias
| Temporada | Temporada | Episodios | Estreno            | Final              | Audiencia media | Audiencia media | Audiencia media |
| Temporada | Temporada | Episodios | Estreno            | Final              | Espectadores    | Cuota           |                 |
| --------- | --------- | --------- | ------------------ | ------------------ | --------------- | --------------- | --------------- |
|           | 1         | 7         | 21 de mayo de 2013 | 9 de julio de 2013 | 228 000         | 1,2%            |                 |
| Total     | Total     | 7         | 2013               | 2013               | 228.000         | 1,2%            |                 |

### Primera temporada (2013)
| Temporada 1 |   |                     |                |
| 1           | 1 | 21 de mayo de 2013  | 295 000 (1,4%) |
| 2           | 2 | 28 de mayo de 2013  | 301 000 (1,4%) |
| 3           | 3 | 4 de junio de 2013  | 290 000 (1,4%) |
| 4           | 4 | 11 de junio de 2013 | 175 000 (0,9%) |
| 5           | 5 | 25 de junio de 2013 | 217 000 (1,1%) |
| 6           | 6 | 2 de julio de 2013  | 163 000 (0,9%) |
| 7           | 7 | 9 de julio de 2013  | 158 000 (1,0%) |